# Van Reede

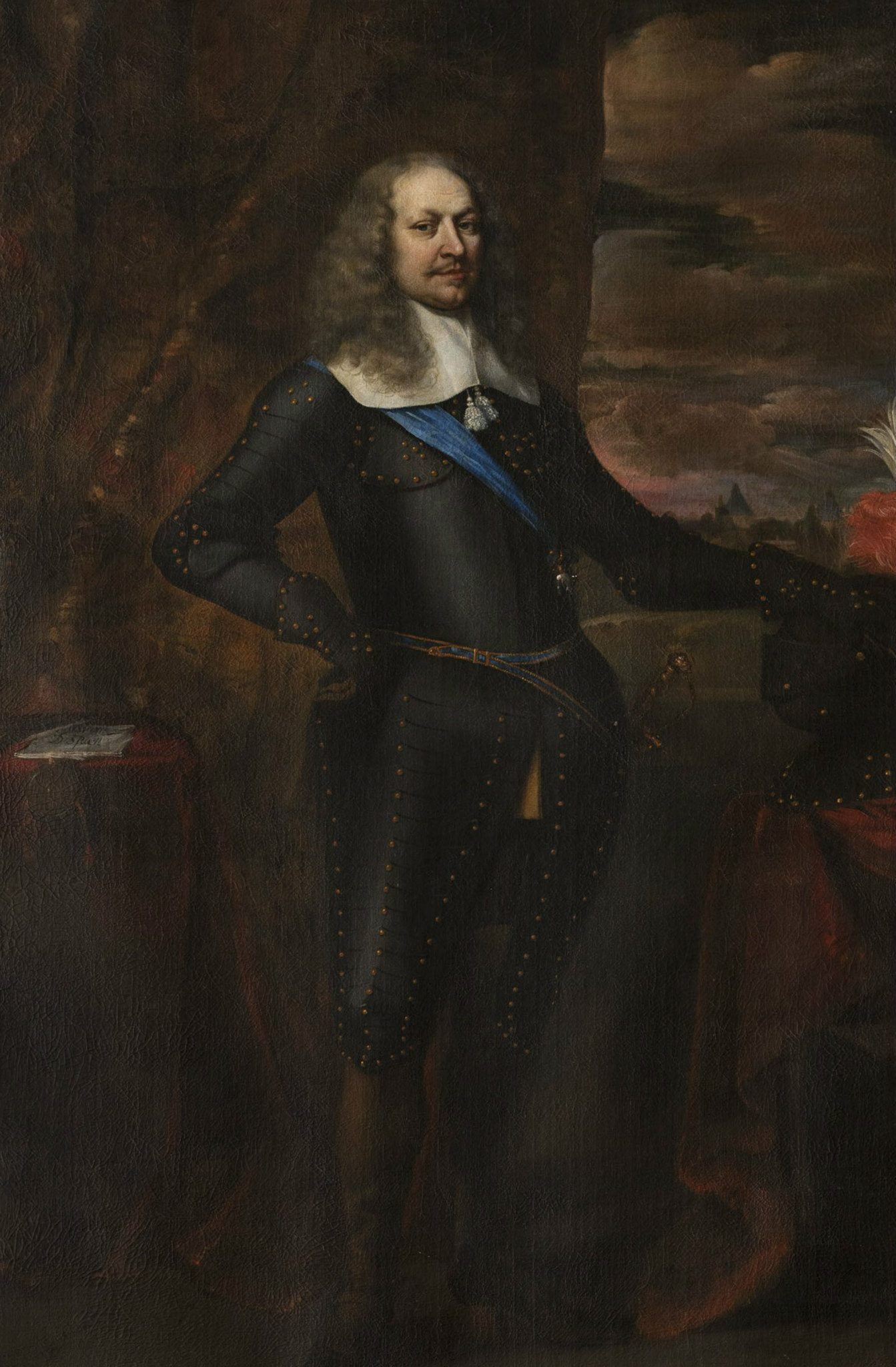
Godard Adriaan van Reede, heer van Amerongen, enz. (1621-1692) door Jurriaen Ovens (1660)

Van Reede (ook: Van Reede van/tot ter Aa en: Van Reede van Oudtshoorn) is een oud-adellijk geslacht waarvan leden sinds 1814 tot de moderne Nederlandse adel behoren, na eerder tot de oude adel van de Noordelijke Nederlanden te hebben behoord.

## Geschiedenis
De stamreeks begint met Bitter van Reede, knape, die vanaf 1344 wordt vermeld en heer was van Rhede in Westfalen. Vanaf diens kleinzoon hadden telgen zitting in de oude ridderschappen in de Noordelijke Nederlanden.
Goert van Reede (1516-1585) was vanaf 1557 de eerste heer van Amerongen uit dit geslacht. Met zijn twee zonen Frederik (1550-1611) en Gerard (†1612) ontstonden de oudste, later grafelijke tak van Amerongen, en de jongste, later baronale tak Van Reede tot Nederhorst, later Van Reede van Oudtshoorn. De oudste tak splitste zich met twee zonen van Frederik (1550-1611) in de takken Amerongen en Parkeler en ter Aa.
In 1671 werd Godard Adriaan van Reede (1621-1692) verheven tot Deens baron. In 1692 verleende koning-stadhouder Willem III aan Godard van Reede, heer van Ginkel, de titel Graaf van Athlone, genoemd naar Athlone in Ierland. De grafelijke tak, tevens de graven van Athlone, stierf in 1897 uit. In 1790 werd de 5e graaf van Athlone verheven tot des H.R.Rijksgraaf. Deze tak was van 1557 tot 1879 heer/vrouwe en eigenaar van kasteel Amerongen waarna het eigendom overging op de grafelijke tak Van Aldenburg Bentinck. Daardoor verblijven veel oude familieportretten op het kasteel Amerongen dat immers sinds 1557 eigendom van de Van Reedes was.
Door huwelijk in 1684 kwamen de heerlijkheden Oudshoorn, Ridderbuurt en Gnephoek in de jongste tak van het geslacht Van Reede, waarna de naam Van Reede van Oudtshoorn ontstond. Deze heerlijkheden bleven tot 1923 in het geslacht.
Door huwelijk in 1716 kwam het adellijk huis ter Aa in Ruwiel in de oudste tak van het geslacht waarna de tak met de naam Van Reede van/tot ter Aa ontstond. Tot 1942 bleef het geslacht de titel heer of vrouwe van ter Aa voeren waarna het overging naar het geslacht Van Kuyk.
Vanaf 1814 werden leden benoemd in verscheidene moderne ridderschappen en gingen daarmee behoren tot de Nederlandse adel van het koninkrijk met het predicaat jonkheer; vanaf 1822 verkregen takken erkenning van de titel van graaf of baron.
Telgen speelden vooral in het ancien régime een vooraanstaande rol als diplomaat en in hofkringen van onder anderen de Oranjes. Vanaf de 18e eeuw leverde het bestuurders op lokaal, provinciaal en landelijk niveau. In diezelfde tijd waren vele telgen werkzaam in Nederlands-Indië. Anno 2005 leefden alleen nog telgen van de jongste takken Van Reede van Oudtshoorn, onder wie verscheidene in het buitenland.

## Enkele telgen

### Tak Amerongen

#### Geschiedenis
Deze tak ontstond nadat Goert van Reede (1516-1585) in 1557 door koop de eerste heer van Amerongen werd. Het kasteel bleef tot 1879 in dit geslacht. Nazaten werden eerst verheven in de Deense adel (1671) en verkregen vervolgens in 1692 Ierse adellijke titels; die laatste, waaronder die van graaf van Athlone, bleven in deze tak tot de laatste mannelijke nazaat die in 1844 overleed. De laatste vrouwelijke telg overleed in 1897 maar deed kasteel Amerongen in 1879 over aan haar achterneef Godard John George Charles graaf van Aldenburg Bentinck (1857-1940), waarna het aan de Bentincks kwam.

#### Enkele telgen

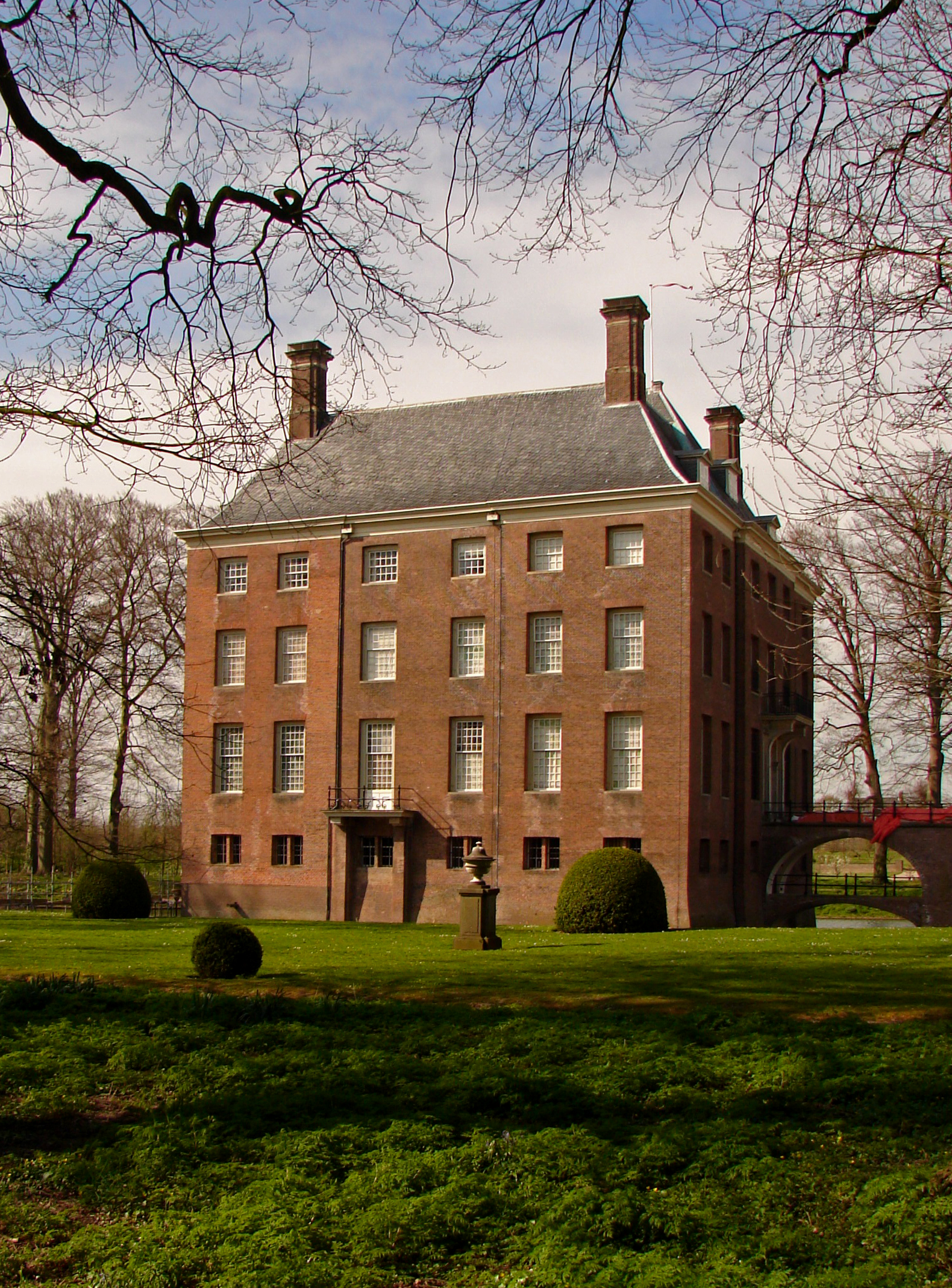
Kasteel Amerongen (2010)
Van 1557 tot 1879 bezit van het geslacht Van Reede

Godard Adriaan van Reede, heer van Amerongen, enz. (1621-1692), diplomaat, in 1671 verheven tot Deens baron; trouwde in 1643 met Margaretha Turnor (1613-1700), kasteelvrouwe van Amerongen
- Godard van Reede, (Deens baron), 1e graaf van Athlone, baron van Aughrim, vrijheer van Amerongen, heer van Ginkel, enz. (1644-1703), officier en laatstelijk veldmaarschalk, in 1692 verheven tot Ierse graaf van Athlone en baron van Aughrim; trouwde in 1666 met Ursula van Raesfelt, vrouwe van Middachten, enz. (1643-1721), waardoor kasteel Middachten in het geslacht Van Reede kwam
  - Frederik Christiaan van Reede, (Deens baron), 2e graaf van Athlone, baron van Aughrim, vrijheer van Amerongen, heer van Ginkel, enz. (1668-1719), luitenant-generaal; trouwde in 1715 met Henriette van Nassau-Zuylestein (1688-1759), kasteelvrouwe van Amerongen
    - Godard Adriaan (Deens baron) van Reede, 3e graaf van Athlone, enz. (1716-1736)
    - Frederik Willem (Deens baron) van Reede, 4e graaf van Athlone, baron van Aughrim, vrijheer van Amerongen, heer van Ginkel, Middachten, enz. (1717-1747), bestuurder
      - Frederik Christiaan Reynhard des H.R.Rijksgraaf van Reede, 5e graaf van Athlone, baron van Aughrim, vrijheer van Amerongen, heer van Ginkel, Middachten, enz. (1743-1808), bestuurder, lid van het Ierse en Engelse House of Lords, in 1790 verheven tot des H.R.Rijksgraaf
        - Frederik Willem des H.R.Rijksgraaf van Reede, 6e graaf van Athlone, enz. (1766-1810)
        - Jacoba Helena des H.R.Rijksgravin van Reede-Ginkel (1767-1839), gouvernante van prinses Marianne der Nederlanden; trouwde in 1785 met Jean Charles des H.R.Rijksgraaf Bentinck (1763-1833), generaal-majoor
          - Willem Frederik Christiaan graaf Bentinck, heer van Varel en Kniphausen tot 1854, vanaf 1844 heer van Middachten (1787-1855), luitenant-kolonel en eerste uit het geslacht Bentinck die heer van Middachten werd en in welk geslacht het tot 2013 zou blijven tot aan Isabelle gravin van Aldenburg Bentinck, vrouwe van Middachten (1925-2013)
          - Carel Anton Ferdinand Graf Bentinck, heer van Middachten (1792-1864), luitenant-generaal
            - Godard John George Charles graaf van Aldenburg Bentinck (1857-1940), heer van (vanaf 1879) Amerongen, Zuylestein, Ginkel, enz.

        - Christina Henriëtte Maria Isabella des H.R.Rijksgravin van Reede (1770-1800); trouwde in 1798 met haar volle neef Willem Frederik graaf van Reede (1770–1838), minister van Buitenlandse Zaken en Eerste Kamervoorzitter
        - Reynoud Diderik Jacob graaf van Reede, 7e graaf van Athlone, vrijheer van Amerongen, heer van Ginkel, enz. (1773-1823), luitenant-kolonel, kamerheer
          - George Godard Henry graaf van Reede, 8e graaf van Athlone, heer van Amerongen, enz. (1820-1843)
          - Elisabeth Marie gravin van Reede, vrouwe van Amerongen, enz. (-1879) (1821-1897), laatste telg van de tak Amerongen

        - Willem Gustaaf Frederik 9e graaf van Athlone, baron van Aughrim, heer van Amerongen, Middachten, enz. (1780-1844), lid Grote Vergadering van Notabelen, kamerheer, laatste mannelijke telg van de tak Amerongen, en laatste houder van de Ierse titels

      - Arend Willem (Deens baron) van Reede (1747-1815), officier, adjudant-generaal van Prins Willem V, diplomaat
        - Willem Frederik graaf van Reede (1770–1838), minister van Buitenlandse Zaken en Eerste Kamervoorzitter

### Tak ter Aa

#### Geschiedenis
Deze tak ontstond toen na huwelijk in 1716 het adellijk huis ter Aa in Ruwiel in het geslacht Van Reede kwam. Ter Aa bleef tot 1942 in dit geslacht. De tak stierf in 1954 uit. De tak leverde militairen en bestuurders op lokaal en provinciaal niveau.

#### Enkele telgen
Johan Frederik van Reede, heer van de Parkeler (1684-1735), in de ridderschap; trouwde in 1716 met Johanna Adriana van Renesse (1694-1762), dochter van Maximiliaan Jacob van Renesse, heer van ter Aa
- Jan Pieter Nicolaas van Reede, heer van (vanaf 1777) ter Aa, enz. (1721-1797), luitenant-kolonel
  - Jan Pieter Christiaan baron van Reede, heer van ter Aa, enz. (1782-1875), bestuurder waaronder burgemeester van Ruwiel (1817-1850)
    - Jan Pieter Christiaan baron van Reede tot ter Aa (1828-1871), burgemeester
      - Johanna Petronella Christina Henriette van Kuyk-barones van Reede tot ter Aa, vrouwe van ter Aa, enz. (1855-1942), laatste vrouwe van ter Aa uit dit geslacht; via haar dochter Agathe Henriette Charlotte Marie Hooft-van Kuyk, vrouwe van ter Aa (1891-1979) kwam Ter Aa in het geslacht De Graeff
      - Cornelie Jeanne barones van Reede tot ter Aa (1876-1954), lid hoofdbestuur en voorzitter van de Nederlandse vrouwenbond tot verheffing van het zedelijk bewustzijn, lid dagelijks bestuur Nederlandse vrouwenraad, laatste telg van de tak ter Aa; trouwde in 1858 met jhr. Johan van Heemskerck van Beest (1862-1935), generaal-majoor titulair en telg uit het geslacht Van Heemskerck

    - Anne Gillis baron van Reede van ter Aa (1830-1864), burgemeester van IJsselstein

### Tak Oudtshoorn

#### Geschiedenis
Deze tak was de jongste tak van het geslacht en is de enige nog bloeiende. De toenaam ontstond nadat Pieter van Reede tot Nederhorst (1645-1692) in 1684 trouwde met Maria de Vlaming, vrouwe van Oudshoorn (1646-1712), dochter van Cornelis de Vlaming, heer van Oudshoorn, Gnephoek en Ridderbuurt. Deze heerlijkheden bleven tot 1923 in het geslacht. Deze tak leverde in de eerste eeuwen vooral leden van de oude ridderschappen en militairen, in de 19e eeuw vooral telgen die werkzaam waren in Nederlands-Indië.

#### Enkele telgen

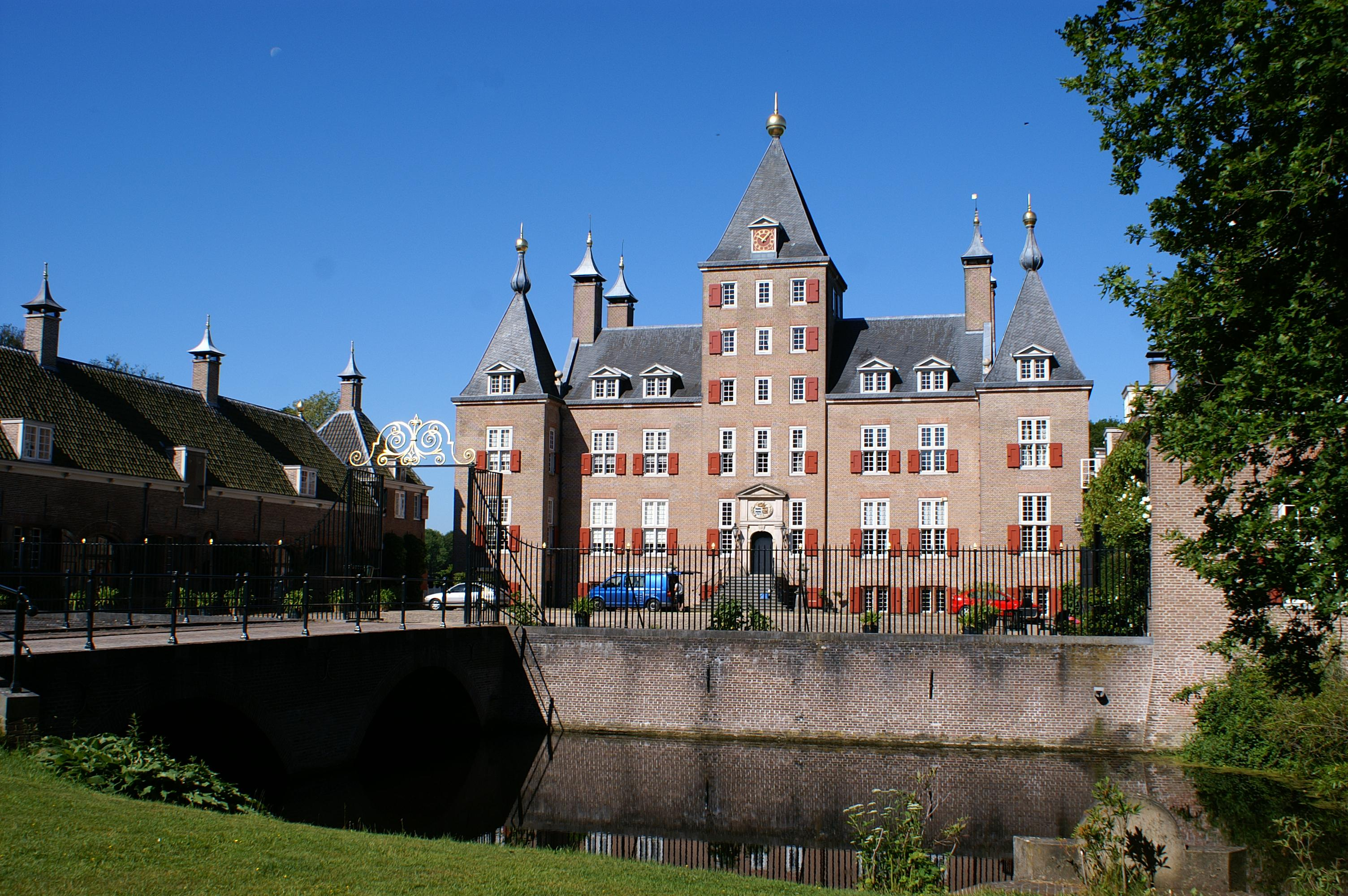
Voorzijde Kasteel Renswoude (2010)
Van 1623 tot 1754 bezit van het geslacht Van Reede

Gerard van Reede, heer van Nederhorst (†1612) bestuurder
- Ernst van Reede, heer van de Vuursche en Drakesteyn (1588-1640), bestuurder
  - Hendrik Adriaan van Reede tot Drakestein (1637-1691), koloniaal bewindsman en botanicus
- Johan baron van Reede van Renswoude, heer van Renswoude (1593-1682), bestuurder en in 1623 koper van Renswoude c.a.
  - Gerard van Reede van Renswoude, heer van Renswoude en Bornewal (1617-1666), bestuurder
    - Frederik Adriaan van Reede van Renswoude, heer van Renswoude (1659-1738), lid van de Ridderschap van Utrecht; trouwde in 1685 met Maria Duyst van Voorhout, vrouwe van de Moerkerken en Middelharnis en vanaf 1738 laatste vrouwe van Renswoude van de Van Reedes (1662-1754) die het naliet aan het verwante geslacht Taets van Amerongen dat het huis nog steeds bezit
- Barend Adolph van Reede tot Nederhorst ([1605]-1667), bestuurder
  - Pieter van Reede tot Nederhorst (1645-1692), officier; trouwde in 1684 met Maria de Vlaming, vrouwe van Oudshoorn (1646-1712), dochter van Cornelis de Vlaming, heer van Oudshoorn, Gnephoek en Ridderbuurt
    - Barend Cornelis van Reede, heer van Oudshoorn, Gnephoek en Ridderbuurt (1690-1750), officier
      - Pieter van Reede, heer van Oudshoorn, Gnephoek, Ridderbuurt en Drakenburg (1714-1773), hoge ambtenaar van de Nederlandse Kaapkolonie
        - Barend Hendrik van Reede van Oudtshoorn, heer van Drakenburg en Sandenburg (1742-1793), bestuurder
        - Willem Ferdinand van Reede van Oudtshoorn, heer van Oudshoorn, Gnephoek en Ridderbuurt (1755-1822), opperkoopman te Kaapstad
          - Pieter Adriaan baron van Reede van Oudtshoorn, heer van Oudshoorn, Gnephoek en Ridderbuurt (1775-1851), bestuurder
            - Mr. Johan Hendrik Verboom van Reede van Oudtshoorn, heer van Oudshoorn, Gnephoek en Ridderbuurt (1806–1891), onder andere burgemeester van Oudshoorn en Woubrugge
              - Barent Cornelis baron van Reede van Oudtshoorn, heer van Oudshoorn, Gnephoek en Ridderbuurt (1850-1923), provinciaal ambtenaar en laatste telg uit dit geslacht die heer van Oudshoorn, Gnephoek en Ridderbuurt was

            - Willem Constant Pieter Baron van Reede van Oudtshoorn (1812-1874) Ingenieur van de Rijkswaterstaat en spoorwegdeskundige
            - Pieter Adriaan baron van Reede van Oudtshoorn, heer van Oudshoorn, Gnephoek en Ridderbuurt (vanaf 1851) (1816-1881), officier

          - Johan Frederik baron van Reede van Oudtshoorn (1779-1850), belastingontvanger
            - Mr. Johan Frederik van Reede van Oudtshoorn (1806-1860), Tweede Kamerlid

## Wapens
